# Libres propos d'Adolf Hitler

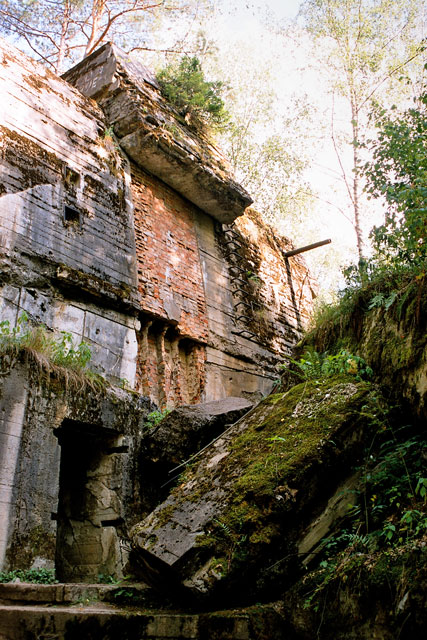
Hitler a prononcé la plupart de ses Libres propos à Wolfsschanze (ci-dessus) et à Werwolf.

Les Libres propos d'Adolf Hitler (en allemand Tischgespräche im Führerhauptquartier ; en anglais Hitler's Table Talk) est le titre donné à une série de monologues prononcés par Adolf Hitler, qui ont été transcrits de 1941 à 1944. Les propos d'Hitler ont été enregistrées par Heinrich Heim, Henry Picker et Martin Bormann, et publiés par différents éditeurs sous différents titres dans trois langues différentes,,.
L'authenticité des Libres propos est sujet à débat. Des historiens restent prudents quant à la fiabilité de certaines déclarations traduites dans les éditions françaises et anglaises, comme Hugh Trevor-Roper, Richard Carrier, Rainer Bucher, Ian Kershaw et d'autres. L'historien suédois Mikael Nilsson va jusqu'à recommander aux historiens de ne pas utiliser ce document pour leurs travaux.
Martin Bormann, qui était alors le secrétaire personnel d'Hitler, a persuadé celui-ci de permettre, à une équipe d'officiers spécialement choisis, d'enregistrer en sténographie ses conversations privées pour la postérité. Les premières notes ont été prises par l'avocat Heinrich Heim, du 5 juillet 1941 à la mi-mars 1942. Ce fut ensuite au tour de Henry Picker du 21 mars 1942 au 2 août 1942 après quoi Heinrich Heim et Martin Bormann continuèrent à ajouter des documents par intermittence jusqu'en 1944.
Les entretiens ont été enregistrés au Quartier général du Führer en compagnie du cercle restreint d'Hitler. Les entretiens portent sur la guerre et les affaires étrangères mais aussi sur les attitudes d'Hitler à l'égard de la religion, de la culture, la philosophie, sur ses aspirations personnelles et sur ses sentiments envers ses ennemis et ses amis,,.

## Histoire
L'histoire du document est relativement complexe car de nombreuses personnes ont été impliquées, travaillant à des moments différents, rassemblant différentes parties du travail. Cet effort a donné naissance à deux cahiers distincts, qui ont été traduits en plusieurs langues, et ont couvert, dans certains cas, des périodes ne se chevauchant pas en raison de problèmes juridiques et de droits d'auteur en cours,.
Toutes les éditions et traductions sont basées sur les deux cahiers allemands originaux, l'un de Henry Picker et l'autre, plus complet, de Martin Bormann (souvent appelé le Bormann-Vermerke). Henry Picker a été le premier à publier les Libres propos en 1951 en allemand. Cette publication a été suivie par la traduction française en 1952 par François Genoud. L'édition anglaise est parue en 1953, traduite par R.H. Stevens et Norman Cameron et publiée avec une introduction de l'historien Hugh Trevor-Roper,. Les traductions françaises et anglaises seraient basées sur le cahier original de Bormann, tandis que le volume de Picker serait basé sur ses notes originales ainsi que les notes qu'il a directement acquises auprès de Heinrich Heim, du 5 juillet 1941 à mars 1942. Le contenu allemand original du Bormann-Vermerke n'a été publié qu'en 1980 par l'historien Werner Jochmann, mais l'édition de Jochmann n'est pas complète car il manque les 100 entrées faites par Picker entre le 12 mars et le 1er septembre 1942. Les cahiers originaux de Heim et de Picker semblent avoir été perdus et on ne sait pas où ils se trouvent.
Albert Speer, qui était le ministre de l'Armement et des Munitions du Reich, a confirmé l'authenticité de l'édition allemande de Picker dans son journal. Il a déclaré qu'Hitler parlait souvent longuement de ses sujets favoris alors que les invités du dîner étaient réduits à des auditeurs silencieux.
Selon l'historien Max Domarus, Hitler insistait sur un silence absolu lorsqu'il a prononcé ses monologues. Personne n'avait le droit de l'interrompre ou de le contredire. Magda Goebbels a rapporté à Galeazzo Ciano : « C'est toujours Hitler qui parle! Il peut être Führer autant qu'il veut, mais il se répète toujours et ennuie ses invités ». L'historien britannique Ian Karshaw explique : « Certains des invités, parmi lesquels Goebbels, Göring et Speer, étaient des habitués. D'autres étaient des nouveaux venus ou étaient rarement invités. Les discussions portaient souvent sur les affaires du monde. Mais Hitler adaptait la discussion aux personnes présentes. Il faisait attention à ce qu'il disait. Il s'efforçait consciemment de faire connaître son opinion à ses invités, peut-être parfois pour évaluer leur réaction. Parfois, il dominait la "conversation" avec un monologue. À d'autres moments, il se contentait d'écouter pendant que Goebbels s'entraînait avec un autre invité, ou qu'une discussion plus générale se déroulait. Parfois, la discussion à table était intéressante. Les nouveaux invités pouvaient trouver l'occasion excitante et les commentaires d'Hitler étaient une "révélation". Frau Below, l'épouse du nouveau Luftwaffe-Adjutant, a trouvé l'atmosphère, et la compagnie d'Hitler, d'abord exaltantes et a été très impressionnée par ses connaissances en histoire et en art. Mais pour le personnel de maison qui avait tout entendu à maintes reprises, le repas de midi était souvent une affaire fastidieuse. ».

## Controverses
Des questions litigieuses subsistent sur certains aspects des Libres propos. Il s'agit notamment de la fiabilité de certaines déclarations traduites dans les éditions française et anglaise,,,,,,, de questions sur la manière dont Martin Bormann a pu éditer ses notes ,, et de litiges sur l'édition la plus fiable. François Genoud a démenti les allégations selon lesquelles il aurait inséré des mots dans le manuscrit allemand original, en faisant remarquer que celui-ci était dactylographié en caractères serrés, à l'exception des ajouts manuscrits de Bormann, et que de telles insertions n'auraient donc pas été possibles.
Richard Evans fait preuve de prudence lors de l'utilisation de l'édition anglaise, la décrivant comme « imparfaite et en aucun cas officielle » et ajoutant qu'elle devait être comparée à l'édition allemande de 1980 pour s'assurer de son exactitude avant de l'utiliser. Ian Kershaw note également que l'édition anglaise est imparfaite, avec une tendance à manquer des mots, à omettre des lignes ou à inclure des phrases qui ne se trouvent pas dans le texte allemand. Il utilise de préférence les sources allemandes originales, conseillant la « prudence nécessaire » dans l'utilisation des traductions anglaises.
En 2016, l'historien Mikael Nilsson a fait valoir que Trevor-Roper n'a pas révélé les problèmes liés aux sources, notamment la preuve que des parties importantes de la traduction anglaise avait été traduites directement de l'édition française de Genoud et non de l'original allemand Bormann-Vermerke comme le prétend Trevor-Roper dans sa préface. Nilsson soutient que cette information était probablement connue de Trevor-Roper car il était stipulé dans le contrat d'édition que la « traduction en anglais sera faite sur la base de la version française par François Genoud ». Nilsson conclut que « le processus de traduction était très douteux ; l'histoire du manuscrit, de sa conception à sa publication est au mieux mystérieuse, et il est impossible d'être sûr que la majorité des entrées sont authentiques (c'est-à-dire les déclarations réelles d'Hitler par opposition à ce qu’il aurait pu dire) ». Pour cette raison, Nilsson soutient que Hitler ne devrait pas être cité comme l'auteur des Libres propos, car on ne sait pas exactement « dans quelle mesure il s'agit des paroles d'Hitler telles qu'elles ont été prononcées, et dans quelle mesure elles sont le fruit d'un travail de remémoration et d'édition ultérieur. »

### Les propos d'Hitler sur la religion
Les Libres propos d'Adolf Hitler révèlent qu'il a continué à souhaiter une Église protestante du Reich allemand pendant un certain temps après 1937, ce qui s'est avéré largement infructueux. Cela est conforme à sa politique antérieure d'unification de toutes les Églises protestantes afin qu'elles puissent transmettre les nouvelles doctrines raciales et nationalistes du régime, et agir comme une force d'unification plutôt que de division en Allemagne nazie. En 1940, Hitler avait même abandonné l'idée du christianisme positif (christianisme sans ses aspects juifs). Selon Thomas Childers, Hitler a commencé à soutenir publiquement une version nazie de la science, en particulier le darwinisme social, au lieu d'une idéologie religieuse; une évolution qui se reflète dans ses remarques de plus en plus hostiles à l'égard de la religion dans les Libres propos. L'historien Richard Weikart a caractérisé la croyance d'Hitler en une « éthique évolutionniste comme l'expression de la volonté de Dieu » qui mettait régulièrement « sur un pied d'égalité les lois de la nature et la volonté de la Providence ».
Parmi les remarques qui n'ont pas été contestées, on peut citer « le christianisme est le prototype du bolchevisme : la mobilisation par le Juif des masses d'esclaves dans le but de miner la société ». Les Libres propos attribue également à Hitler une confiance dans la science plutôt que dans la religion : « La science ne peut pas mentir, car elle s'efforce toujours, en fonction de l'état momentané des connaissances, de déduire ce qui est vrai. Lorsqu'elle commet une erreur, elle le fait en toute bonne foi. C'est le christianisme qui est le menteur ». Hitler a insisté : « Nous ne voulons éduquer personne à l'athéisme ». Parmi les dix commandements de l'Ancien Testament, Hitler affirme sa conviction qu'ils « sont un code de vie auquel il n'y a pas de réfutation. Ces préceptes correspondent à des besoins irréfragables de l'âme humaine ; ils sont inspirés par le meilleur esprit religieux, et les Églises ici s'appuient sur des bases solides ».

#### Points de vue révisionnistes
En 2003, deux points de vue sont apparus à ce consensus. L'un était celui de Richard Steigmann-Gall, dans le cadre de sa thèse plus large selon laquelle « les principaux nazis se considéraient en fait comme des chrétiens » ou du moins comprenaient leur mouvement « dans un cadre de référence chrétien ». Il affirme que plusieurs passages des Libres propos révèlent qu'Hitler a un attachement direct au christianisme, qu'il est un grand admirateur de Jésus et qu'il « ne donne aucune indication qu'il est désormais agnostique ou athée », et que Hitler continue de dénigrer l'Union soviétique pour sa promotion. Steigmann-Gall soutient que la « vision du christianisme par Hitler est pleine de tension et d'ambiguïté » et les Libres propos montre une « rupture manifeste » avec ses vues religieuses antérieures, que Steigmann-Gall qualifie de chrétienne. Il attribue cela à la colère d'Hitler face à son incapacité à exercer un contrôle sur les Églises allemandes et non à la colère contre le christianisme lui-même. La thèse plus large de Steigmann-Gall s'est avérée très controversée, bien que, comme l'a souligné John S. Conway, les différences entre sa thèse et le consensus antérieur portaient principalement sur le « degré et le moment » de l'anticléricalisme nazi.
La même année, la validité historique des remarques figurant dans les traductions anglaise et française des Libres propos est contestée dans une nouvelle traduction partielle de Richard Carrier et Reinhold Mittschang, qui vont jusqu'à les qualifier de « totalement indignes de confiance », laissant entendre qu'elles ont été modifiées par François Genoud. Ils ont proposé une nouvelle traduction de douze citations basées sur les éditions allemandes de Picker et Jochmann ainsi qu'un fragment de la Bormann-Vermerke conservé à la Bibliothèque du Congrès. Carrier soutient qu'une grande partie de l'édition anglaise de Trevor-Roper est en fait une traduction mot à mot du français de Genoud et non de l'allemand original. La thèse de Carrier est qu'une analyse entre le texte original allemand de Picker et la traduction française de Genoud révèle que la version de Genoud est au mieux une mauvaise traduction, et qu'elle contient à certains endroits des « distorsions flagrantes ». De nombreuses citations utilisées pour soutenir les arguments en faveur de l'antichristianisme d'Hitler sont tirées de la traduction Genoud-Trevor-Roper. Carrier affirme que personne « qui cite ce texte ne cite ce qu'Hitler a réellement dit ».
Dans le nouvel avant-propos des Libres propos, Gerhard Weinberg a déclaré que « Carrier a montré que le texte anglais des Libres propos qui est apparu à l'origine en 1953 et qui est reproduit ici provient de l'édition française de Genoud et non d'un des textes allemands ». Citant le document de Richard Carrier, Diethelm Prowe a fait remarquer que les Libres propos de Trevor-Roper « s'est avéré être une source totalement peu fiable il y a presque dix ans ». Rainer Bucher, faisant référence aux problèmes soulevés par Carrier, a décrit la traduction anglaise comme étant « non seulement d'origine douteuse, mais aussi d'intention douteuse et de fondement idéologique », choisissant plutôt de s'appuyer sur les éditions allemandes de Picker et Heim.

#### Sources actuelles
Entre 1941 et 1944, période de transcription des Libres propos, un certain nombre de proches d'Hitler le citent pour avoir exprimé des vues négatives sur le christianisme, notamment Joseph Goebbels, Albert Speer, Martin Bormann, ainsi qu'Alfred Rosenberg. Le général Gerhard Engel rapporte qu'en 1941, Hitler a affirmé « je suis maintenant comme avant un catholique et je le resterai toujours ». De même, le cardinal Michael von Faulhaber rapporte qu'après avoir parlé avec Hitler en 1936, il « vit sans aucun doute dans la croyance en Dieu [...] Il reconnaît que le christianisme est le constructeur de la culture occidentale ». Ian Kershaw a conclu qu'Hitler avait trompé Faulhaber, notant sa « capacité évidente à simuler, même pour des chefs d'église potentiellement critiques, l'image d'un dirigeant désireux de soutenir et de protéger le christianisme ». Derek Hastings fait référence au document de Carrier comme étant « une tentative de miner la fiabilité des déclarations anti-chrétiennes ». La thèse de Carrier selon laquelle il faudrait se passer entièrement de la traduction anglaise n'est pas acceptée par Steigmann-Gall, qui, bien qu'il fasse référence aux controverses soulevées par Carrier, « suppose en fin de compte de son authenticité ». Johnstone a noté que Richard Carrier n'a montré que quatre faux des quarante-deux commentaires antichrétiens dans les Libres propos sans discuter du reste, et a donc été loin de réussir à supprimer l'image historique du caractère antichrétien d'Hitler.
Un large consensus parmi les historiens, maintenu sur une longue période après les premiers travaux de William Shirer dans les années 1960, soutient que Hitler était anticlérical. C'est toujours la position dominante sur les opinions religieuses d'Hitler et ces opinions continuent d'être soutenues par des citations de la traduction anglaise des Libres propos. Michael Burleigh a mis en contraste les déclarations publiques d'Hitler sur le christianisme avec celles des Libres propos, suggérant que les véritables opinions religieuses d'Hitler étaient « un mélange de biologie matérialiste, de mépris faux-nietzchéen pour le noyau, par opposition aux valeurs chrétiennes secondaires, et d'anticléricalisme viscéral ». Richard Evans a également réitéré le point de vue selon lequel le nazisme avait une perspective laïque, scientifique et antireligieuse dans le dernier volume de sa trilogie sur l'Allemagne nazie, en écrivant que « l'hostilité d'Hitler envers le christianisme a atteint de nouveaux sommets, ou de nouvelles profondeurs, pendant la guerre », citant la traduction anglaise de 1953 des Libres propos.